# Hohenfelde (Steinburg)
Pour les articles homonymes, voir Hohenfelde.
Hohenfelde est une commune allemande du Schleswig-Holstein, située dans l'arrondissement de Steinburg (Kreis Steinburg), à onze kilomètres au sud-est de la ville d'Itzehoe. Hohenfelde est l'une des douze communes de l'Amt Horst-Herzhorn dont le siège est à Horst (Holstein).

## Personnalités liées à la ville
- Justus Olshausen (1800-1882), orientaliste né à Hohenfelde.